# Stob Coire Sgriodain
Stob Coire Sgriodain är ett berg i Storbritannien.   Det ligger i kommunen Highland och riksdelen Skottland, i den nordvästra delen av landet, 700 km nordväst om huvudstaden London. Toppen på Stob Coire Sgriodain är 979 meter över havet, eller 119 meter över den omgivande terrängen. Bredden vid basen är 1,5 km. Stob Coire Sgriodain ligger vid sjön Loch Treig.
Terrängen runt Stob Coire Sgriodain är huvudsakligen kuperad.Runt Stob Coire Sgriodain är det mycket glesbefolkat, med 3 invånare per kvadratkilometer. Närmaste större samhälle är Spean Bridge, 15,2 km väster om Stob Coire Sgriodain. Omgivningarna runt Stob Coire Sgriodain är i huvudsak ett öppet busklandskap.